# Equació diferencial de Riemann
En matemàtiques, l'equació diferencial de Riemann, batejada amb el nom de Bernhard Riemann, és una generalització de l'equació diferencial hipergeomètrica, que permet que els punts singulars regulars es produeixin en qualsevol lloc de l'esfera de Riemann, en comptes de simplement {\displaystyle 0}, {\displaystyle 1} i {\displaystyle \infty }. L'equació també es coneix amb el nom d'equació de Papperitz.
L'equació diferencial hipergeomètrica és una equació diferencial lineal de segon ordre que té tres punts singulars regulars: {\displaystyle 0}, {\displaystyle 1} i {\displaystyle \infty }. Aquesta equació admet dues solucions lineals independents; prop d'una singularitat {\displaystyle z_{s}}, les solucions prenen la forma {\displaystyle x^{s}f(x)}, on {\displaystyle x=z-z_{s}} és una variable local, i {\displaystyle f} és localment holomòrfic amb {\displaystyle f(0)\neq 0}. El nombre real {\displaystyle s} s'anomena exponent de la solució a {\displaystyle z_{s}}.
Siguin {\displaystyle \alpha }, {\displaystyle \beta } i {\displaystyle \gamma } els exponents d'una solució a {\displaystyle 0}, {\displaystyle 1} i {\displaystyle \infty } respectivament; i siguin {\displaystyle \alpha '}, {\displaystyle \beta '} i {\displaystyle \gamma '} les d'una altra solució. Llavors
{\displaystyle \alpha +\alpha '+\beta +\beta '+\gamma +\gamma '=1.}
Mitjançant l'aplicació de canvis de variable adequats, és possible transformar l'equació hipergeomètrica: l'aplicació de les transformacions de Möbius ajustarà les posicions dels punts singulars regulars, mentre que altres transformacions (vegeu més endavant) poden canviar els exponents en els punts singulars regulars tot i que els exponents sumen fins a {\displaystyle 1}.

## Definició
L'equació diferencial es dona per
{\displaystyle {\frac {d^{2}w}{dz^{2}}}+\left[{\frac {1-\alpha -\alpha '}{z-a}}+{\frac {1-\beta -\beta '}{z-b}}+{\frac {1-\gamma -\gamma '}{z-c}}\right]{\frac {dw}{dz}}}
{\displaystyle +\left[{\frac {\alpha \alpha '(a-b)(a-c)}{z-a}}+{\frac {\beta \beta '(b-c)(b-a)}{z-b}}+{\frac {\gamma \gamma '(c-a)(c-b)}{z-c}}\right]{\frac {w}{(z-a)(z-b)(z-c)}}=0.}
Els punts singulars habituals són {\displaystyle a}, {\displaystyle b}, i {\displaystyle c}. Els exponents de les solucions en aquests punts singulars regulars són, respectivament, {\displaystyle \alpha ;\alpha ',\beta ;\beta ',\gamma ;\gamma '}. Com abans, els exponents estan subjectes a la condició
{\displaystyle \alpha +\alpha '+\beta +\beta '+\gamma +\gamma '=1.}

## Solucions i relació amb la funció hipergeomètrica
Les solucions es denoten pels símbols P de Riemann (coneguts també com el símbols de Papperitz)
{\displaystyle w(z)=P\left\{{\begin{matrix}a&b&c&\;\\\alpha &\beta &\gamma &z\\\alpha '&\beta '&\gamma '&\;\end{matrix}}\right\}}
La funció hipergeomètrica estàndard es pot expressar com
{\displaystyle \;_{2}F_{1}(a,b;c;z)=P\left\{{\begin{matrix}0&\infty &1&\;\\0&a&0&z\\1-c&b&c-a-b&\;\end{matrix}}\right\}}
Les P-funcions obeeixen una sèrie d'identitats; una d'elles permet expressar una P-funció general en termes de la funció hipergeomètrica com:
{\displaystyle P\left\{{\begin{matrix}a&b&c&\;\\\alpha &\beta &\gamma &z\\\alpha '&\beta '&\gamma '&\;\end{matrix}}\right\}=\left({\frac {z-a}{z-b}}\right)^{\alpha }\left({\frac {z-c}{z-b}}\right)^{\gamma }P\left\{{\begin{matrix}0&\infty &1&\;\\0&\alpha +\beta +\gamma &0&\;{\frac {(z-a)(c-b)}{(z-b)(c-a)}}\\\alpha '-\alpha &\alpha +\beta '+\gamma &\gamma '-\gamma &\;\end{matrix}}\right\}}
En altres paraules, es poden escriure les solucions en termes de la funció hipergeomètrica com:
{\displaystyle w(z)=\left({\frac {z-a}{z-b}}\right)^{\alpha }\left({\frac {z-c}{z-b}}\right)^{\gamma }\;_{2}F_{1}\left(\alpha +\beta +\gamma ,\alpha +\beta '+\gamma ;1+\alpha -\alpha ';{\frac {(z-a)(c-b)}{(z-b)(c-a)}}\right)}
El complement complet de les 24 solucions d'Ernst Kummer es pot obtenir d'aquesta manera (vegeu l'article Equació diferencial hipergeomètrica per a un tractament de les solucions de Kummer).

## Transformacions lineals fraccionals
La P-funció posseeix una simetria simple sota l'acció de les transformacions lineals fraccionals conegudes com les transformacions de Möbius (que són les remapestacions conformes de l'esfera de Riemann), o equivalentment, sota l'acció del grup GL (2, C). Tenint en compte els nombres complexos arbitraris {\displaystyle A,B,C,D} tals que {\displaystyle AD-BC\neq 0}, es defineixen les quantitats
{\displaystyle u={\frac {Az+B}{Cz+D}}\quad {\text{ i }}\quad \eta ={\frac {Aa+B}{Ca+D}}}
i
{\displaystyle \zeta ={\frac {Ab+B}{Cb+D}}\quad {\text{ i }}\quad \theta ={\frac {Ac+B}{Cc+D}}}
llavors s'obté la relació simple
{\displaystyle P\left\{{\begin{matrix}a&b&c&\;\\\alpha &\beta &\gamma &z\\\alpha '&\beta '&\gamma '&\;\end{matrix}}\right\}=P\left\{{\begin{matrix}\eta &\zeta &\theta &\;\\\alpha &\beta &\gamma &u\\\alpha '&\beta '&\gamma '&\;\end{matrix}}\right\}}
expressant la simetria.